# Atlas Blaeu-Van der Hem

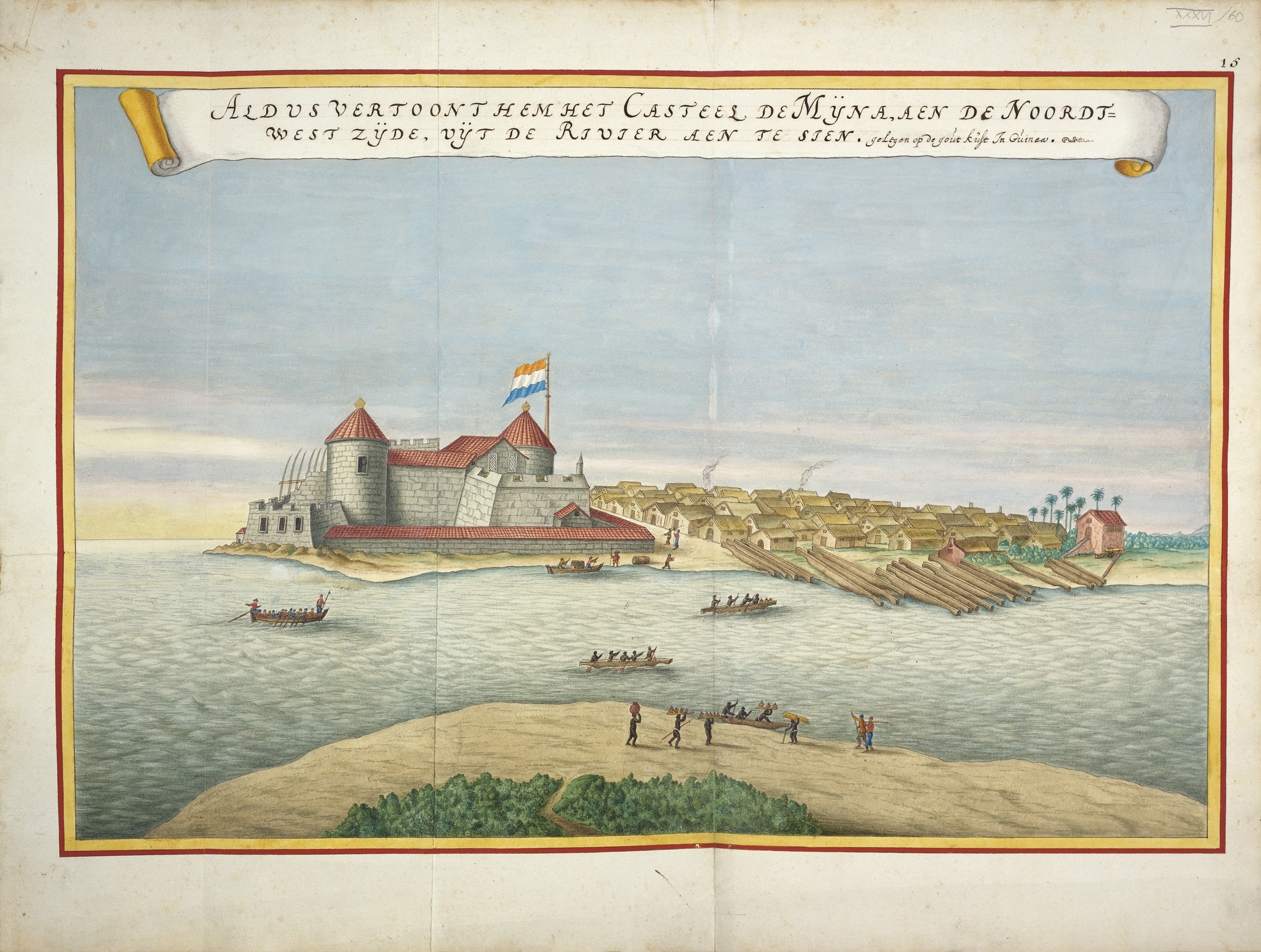
Das Fort São Jorge da Mina in Elmina im Atlas Blaeu-Van der Hem

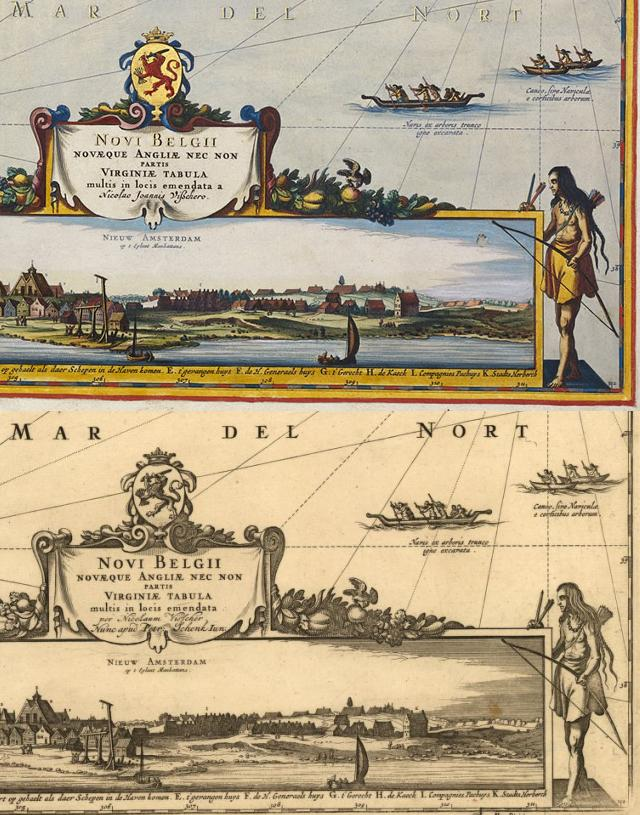
Vergleich zweier Versionen der Karte „Novi Belgii“:
oben das von Dirk Jansz van Santen für van der Hem handcolorierte Exemplar; unten die von Joan Blaeu veröffentlichte nichtfarbige Version

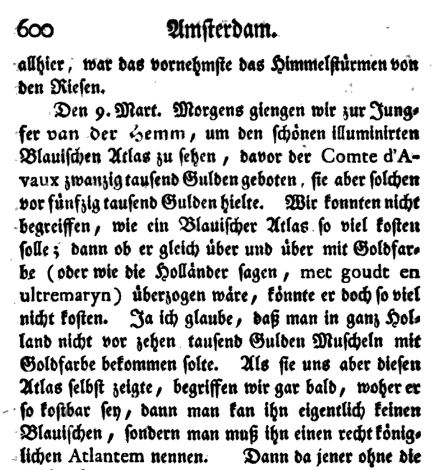
Die Besichtigung des Atlas bei Agatha van der Hem im Reisebericht von Zacharias Konrad von Uffenbach

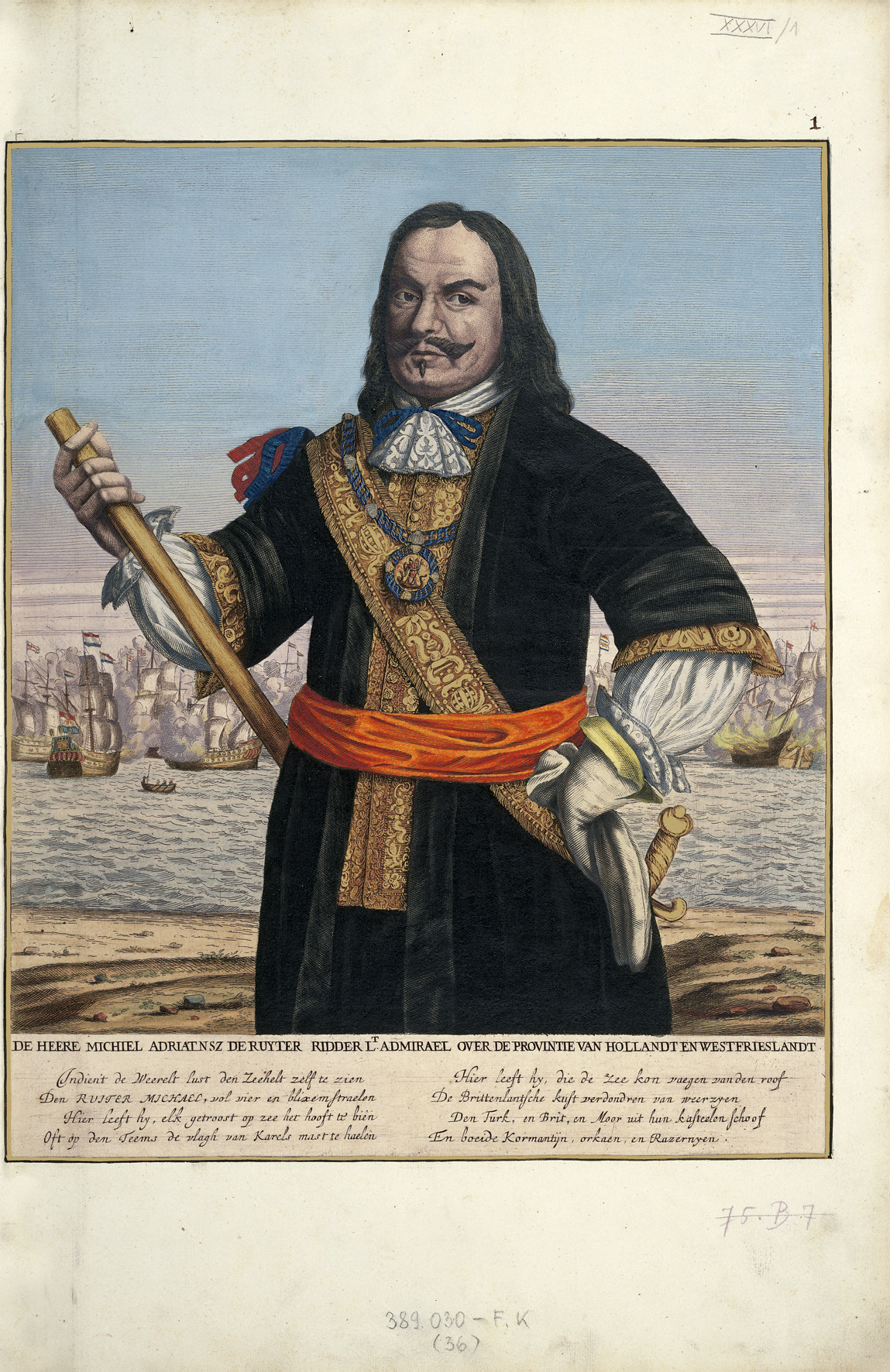
Porträt des niederländischen Admirals Michiel de Ruyter

Der Atlas Blaeu-Van der Hem, später Eugenius-Atlas genannt, ist ein vielbändiger historischer Sammelatlas, der in der zweiten Hälfte des 17. Jahrhunderts durch den Amsterdamer Juristen und bibliophilen Sammler Laurens van der Hem (1621–1678) zusammengestellt wurde. Der Atlas befindet sich heute im Besitz der Österreichischen Nationalbibliothek in Wien und wurde im Jahr 2003 in das Verzeichnis Weltdokumentenerbe in Österreich der UNESCO aufgenommen.

## Das Sammelwerk
Der wohlhabende Amsterdamer Jurist Laurens van der Hem besaß ein Exemplar des elfteiligen Atlas Blaeu, ein Werk seines Zeitgenossen und Freundes Willem Blaeu. Diesen größten und teuersten Atlas des 17. Jahrhunderts verwendete er als Grundstock für seine eigene, akribisch zusammengestellte Sammlung von topographischen Karten, Zeichnungen, Manuskripten und gedruckten Bildern seiner Zeit. Im Zeitraum von 1662 bis 1678 entstand ein Sammelwerk von fünfzig Bänden, die van der Hem zum Großteil persönlich von Hand einband. Sein Sammelatlas enthält rund 2400 See- und Landkarten, unter anderem auch Seekarten der Niederländischen Ostindien-Kompanie, und zahlreiche Stadt-, Hafen- und Meeresansichten.
Das Sammelwerk enthält nicht nur eine Fülle von Informationen auf den Gebieten der Geographie und Topographie, sondern auch der Architektur, Ethnographie, Folklore, Heraldik, Navigation, Fortifikation und Kriegsführung sowie Porträts zeitgenössischer Persönlichkeiten.
Van der Hem beauftragte Dirk Jansz van Santen (ca. 1637–1708), den führenden Künstler auf diesem Gebiet, mit der nachträglichen Kolorierung der schwarz-weißen Druckwerke. Van Santen arbeitete mehrere Jahre lang ausschließlich für van der Hem an dessen Sammlung.
Noch zu Lebzeiten Laurens van der Hems wurde sein Sammelwerk zu einer Art „Touristenattraktion“ in Amsterdam. Bekannte Persönlichkeiten jener Zeit nutzten ihren Aufenthalt in der Stadt auch für einen Besuch bei Laurens van der Hem an der vornehmen Amsterdamer Adresse Herengracht 115, um dessen berühmten Atlas zu besichtigen. Unter ihnen war Cosimo III. de’ Medici, der junge Großherzog der Toskana, der die Herengracht am 2. Januar 1668 besuchte und vergeblich versuchte, den Atlas zu erwerben. Ein weiterer Besucher, der französische Arzt Charles Patin, zeigte sich von van der Hems Atlas weitaus begeisterter als von drei weiteren ähnlichen Kollektionen von Karten und Drucken, die er in Amsterdam ebenfalls besichtigt hatte.
Nach van der Hems Tod im Jahr 1668 erbte zunächst seine Ehefrau den Atlas. Nach ihrem Tod ging er in den Besitz seiner unverheirateten Tochter Agatha über. Am 9. März 1711 besuchte Zacharias Konrad von Uffenbach, ein deutscher Reiseschriftsteller und Büchersammler aus Frankfurt, Agatha van der Hem (Jungfer van der Hemm), um den Blauischen Atlas anzuschauen, für welchen der Comte d’Avaux ihr bereits 20.000 Gulden angeboten hatte, den sie jedoch für 50.000 Gulden wert hielt. Konrad von Uffenbach äußerte sich in seinem 1754 veröffentlichten Reisebericht tief beeindruckt von dem Sammelwerk:

„Den 9. Mart. Morgens giengen wir zu der Jungfer van der Hemm, um den schönen illuminirten Blauischen Atlas zu sehen, davor der Comte d'Avaux 20.000 Gulden geboten, sie aber solchen vor 50.000 Gulden hielte. Wir konnten nicht begreiffen, wie ein Blauischer Atlas so viel kosten solle; dann ob er gleich über und über mit Goldfarbe (oder wie die Holländer sagen, mit goudt en ultremaryn) überzogen wäre, könnte er doch so viel nicht kosten. Ja, ich glaube, daß man in ganz Holland nicht vor zehen tausend Gulden Muscheln mit Goldfarbe bekommen solte. Als sie uns aber diesen Atlas selbst zeigte, begriffen wir gar bald, woher er so kostbar sey, dann man kan ihn eigentlich keinen Blauischen, sondern man muß ihn einen recht königlichen Atlantem nennen.“

## Eugenius-Atlas
Nach Agatha van der Hems Tod erhielt ihre weitere Tochter Agnes den Atlas. Nachdem auch diese im Jahr 1712 verstorben war, bot deren Sohn ihn im Jahr 1730 in Rahmen einer Auktion in Den Haag zum Verkauf an. Prinz Eugen von Savoyen, ein bedeutender europäischer Militärkommandant, Statthalter der Österreichischen Niederlande und leidenschaftlicher Kunst- und Büchersammler, konnte den Atlas bei jener Auktion für 22.000 Gulden erwerben und brachte ihn nach Wien. Seitdem wird das wertvolle Sammelwerk auch „Eugenius-Atlas“ genannt. Er wurde Bestandteil der Bibliotheca Eugeniana und ist heute im Besitz der Österreichischen Nationalbibliothek, zu deren kostbarsten Objekten er zählt.
Der Atlas Blaeu-Van der Hem wurde im März 2003 durch die UNESCO zum Weltdokumentenerbe erklärt. Die Bestände werden kontinuierlich digitalisiert.

## Faksimile-Ausgabe
Im Jahr 2011 wurde durch den niederländischen Verlag Hes & De Graaf eine Faksimile-Ausgabe des Werkes mit acht Bänden (58 × 44 cm) in einer Auflage von 100 Stück herausgegeben. Diese Ausgabe umfasst fast 500 Karten und Zeichnungen von Teilen der Kontinente Afrika, Asien und Amerika.

## Ausstellungen
1967 wurde der Atlas in der Waag in Amsterdam auf der Ausstellung Die Welt auf Papier ausgestellt.